# イジャスラヴリ公
イジャスラヴリ公 / ザスラウエ公は、ポロツク公国の分領公国（後にリトアニア大公国に併合される）だったイジャスラヴリ公国の君主の称号である。公・公国の名は、その中心都市だったイジャスラヴリ（現ベラルーシ・ザスラーウエ）による。

## イジャスラヴリ公の一覧
イジャスラヴリ公
（途中、ポロツク公国に併合されるなどして分断されている）
- イジャスラフ・ウラジミロヴィチ
- ダヴィド・フセスラヴィチ
- ブリャチスラフ・ダヴィドヴィチ
- ブリャチスラフ・ヴァシリコヴィチ
- フセヴォロド・グレボヴィチ(be)
- ヴォロドシャ・ダヴィドヴィチ
- アンドレイ・ヴォロダリヴィチ
- イジャスラフ・ミクリチ
- フセスラフ・ミクリチ

ザスラウエ公
- アルギルダス
- ヤヴーヌティス

ザスラウエ伯（※ラテン文字はリトアニア語表記）
- Mykolas
- Jurgis
- Ivanas
- Mykolas II
- Teodoras